# Maryna Vasileuská
Maryna Vasileuská (bělorusky Марына Вітальеўна Васілеўская, rusky Марина Витальевна Василевская; * 14. září 1990) je letuška společnosti Belavia Airlines v Bělorusku. Stala se první Běloruskou ve vesmíru.

## Biografie
Maryna Vasileuská vystudovala střední školu č. 151 v Minsku. Pracuje jako instruktorka pro letový personál a letuška společnosti Belavia Airlines, kde působí v posádkách letadel Boeing a Embraer. S tancem začala kolem roku 2002, když jí bylo 12 let. Po ukončení školní docházky se 15 let profesionálně věnovala společenským tancům, než nastoupila do letecké společnosti. Její vášní je interiérový design, ve volném čase ráda chodí do bazénu, cvičí aerobik, hraje badminton a tenis a také zahradničí.

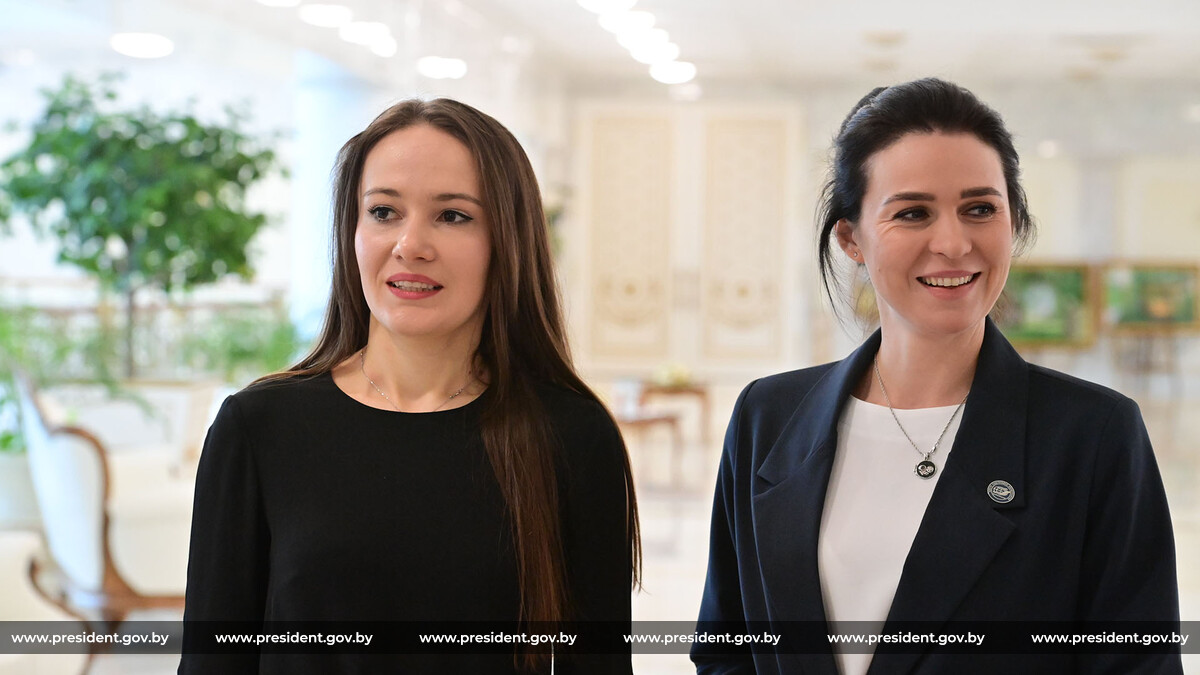
Anastasija Lenkovová (vlevo) a Maryna Vasileuská (vpravo)

V prosinci 2022 byla během výběrového řízení, které se konalo v Bělorusku, vybrána mezi šesti uchazečkami z více než tří tisíc žen, aby se v rámci projektu „Běloruská žena ve vesmíru“ zúčastnila kosmického letu na ruské kosmické lodi Sojuz na krátkodobou misi k ISS. Tuto soutěž pořádala Běloruská akademie věd. Dalšími pěti účastnicemi byly další letuška, dvě lékařky a dvě vědkyně.
V květnu 2023 se stala jednou ze dvou zbývajících kandidátek a byla zařazena ve funkci účastnice kosmického letu do hlavní posádky letu Sojuzu MS-25 plánovaného na březen 2024. Jako její záloha byla vybrána Anastasija Lenkovová.
Od 24. července procházela teoretickou a praktickou přípravou na let ve Středisku přípravy kosmonautů Jurije A. Gagarina v ruském Hvězdném městečku. V říjnu zahájila praktický výcvik na simulátoru kosmické lodi Sojuz MS, aby mohla provádět rutinní letové a odpojovací operace, a absolvovala výcvik v podmínkách beztíže na laboratorním letounu Iljušin II-76. V prosinci spolu s Olegem Novickým nacvičovala nouzové přistání v zalesněné a bažinaté oblasti v zimě.
Spolu s kosmonautem Roskosmosu Olegem Novickým a astronautkou NASA Tracy Caldwellovou Dysonovou se 23. března 2024 vydala k Mezinárodní vesmírné stanici, kde v rámci 21. návštěvnické expedice ISS strávila 11 dní a 13 hodin. Na oběžné dráze uskutečnila sérii vědeckých experimentů, o jejich povaze je známo pouze to, že je nelze uskutečnit na Zemi. Poté se spolu s Novickým a s astronautkou NASA Loral O'Harovou 6. dubna 2024 vrátila na Zemi na palubě lodi Sojuz MS-24 po 13 dnech, 18 hodinách a 41 minutách letu.   